# Климент Главиницки
Климент е български духовник, главиницки епископ на Българската екзархия.

## Биография
Роден е на 29 ноември 1882 година в южномакедонското гръцко село Цакнохор. Благой Чифлянов пише за епископ Климент: „Той бе от гръцки произход по татко и майка. Когато баща му починал, майка му се омъжила за българин. Той и сестра му Фотини били изпратени на българско училище. Епископ Климент, завършил Цариградската семинария, постриган бил в монашество, специализирал на Запад“. Светското му име е Тома Димитров Българов.
На 15 март 1906 година се замонашва и в същата година е ръкоположен за дякон. В 1912 година като йеромонах завършва Богословския факултет на Черновицкия университет, Австро-Унгария. На 8 септември 1912 година е ръкоположен за презвитер. Служи като ефимерий в Цариград и в София. По време на Първата световна война служи като протосингел на Пелагонийската митрополия в 1916 година, а в 1917 – 1920 година на Неврокопската митрополия. На 27 септември 1917 година получава офикията архимандрит.
На 21 септември 1932 година е ръкоположен за титулярен главиницки епископ и е наначен за викарий на екзархийския наместник митрополит Борис Охридски в Цариград. Ръкополагането е извършено от митрополит Борис Охридски. В 1936 година, след оттеглянето на митрополит Борис от Цариград, епископ Климент поема екзархийското наместничество. А след като митрополит Неофит Скопски напуска Одрин в 1937 година, под негова опека остават всички българи в Европейска Турция.
Благой Чифлянов пише:
| „ | Всички в колонията го познаваха като скромен, дружелюбен, добър духовник, опитен канцеларист и сладкогласен певец. Въпреки че наследи проблемите, останали от д. Борис, справяше се отлично. Веднаж ме взе със себе си, когато тръгна из града да плаща заемите, които д. Борис бе взел от много хора. След заминаването на д. Борис за България, д. Климент се премести от бащината си къща, която се намираше на 15 метра от нас, в новата екзархия със сестра си, Фотини и дъщеря й Марчето. Рядко служеше. Обикновено пееше на клироса с певеца Каиков. | “ |

Умира в 1942 година в Истанбул. Погребан е до южната стена на българския храм „Свети Димитър“.
Васил Велянов пише за него:
| „ | Неговата саможертвеност за народното дело, отеческа благост и грижа за повереното му паство още се помнят със синовно повиновение и признателност. | “ |